# Campiña del Guadalquivir

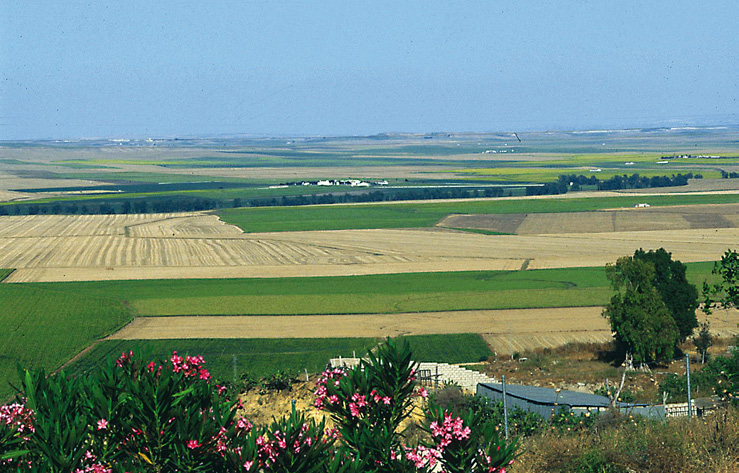
Paisaje de la campiña sevillana

La campiña del Guadalquivir, también referida como campiñas del Guadalquivir o simplemente la campiña, es una comarca agraria y del relieve del centro de Andalucía que ocupa la mayor parte de la depresión homónima, extendiéndose por territorios de cinco provincias. 
La campiña del Guadalquivir se caracteriza por su relieve suave de pequeñas colinas y lomas y amplias llanuras que puntualmente penetran en las estribaciones de la cordillera Subbética. Tiene una forma triangular delimitada por la vega del río Guadalquivir y Sierra Morena por el norte y por las cordilleras Béticas al sur y al este. Hacia el oeste se abre al océano Atlántico del que la separan amplias marismas. Sus suelos arcillosos le proporcionan una alta fertilidad agrícola por lo que está casi completamente cultivada. 
Generalmente se distinguen la alta y baja campiña. La campiña alta ocupa la parte oriental y meridional de la depresión y en sus suelos de  relieve algo más abrupto domina el cultivo del olivar, siendo este el caso de la campiña jiennense y la campiña alta cordobesa, donde también se cultiva la vid, sobre todo en la zona de Montilla y Moriles, famosa por sus vinos. En la parte occidental y septentrional domina la producción cerealista en grandes latifundios organizados alrededor de un cortijo, sobre todo el cultivo del trigo aunque también se cultiva extensamente el girasol. 

## Comarcas de la campiña

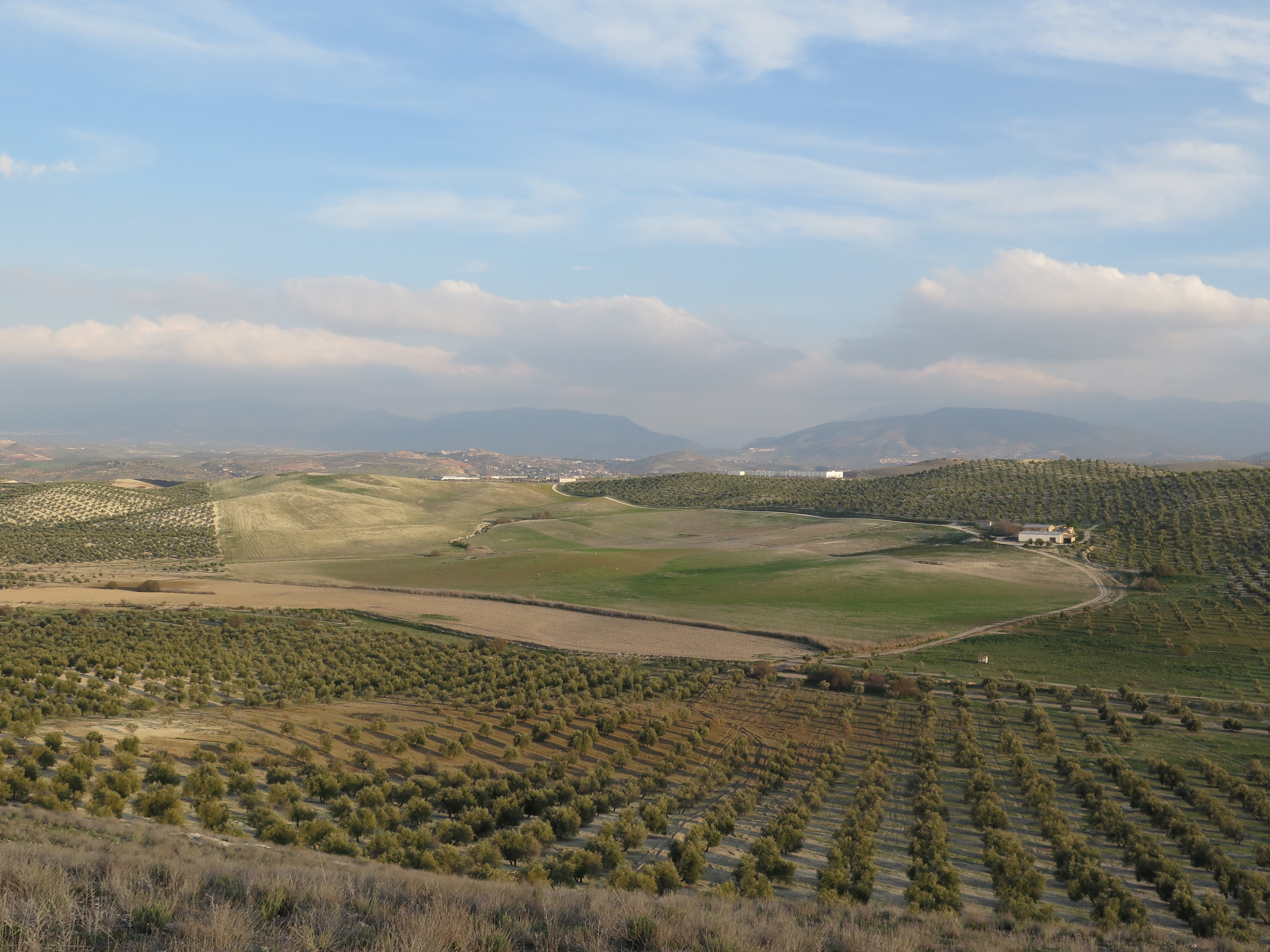
Paisaje de la campiña jiennense

- Campiña jiennense
  - Campiña de Jaén
- Campiña cordobesa
  - Campiña de Baena
  - Campiña Sur Cordobesa
- Campiña sevillana
  - Comarca de Écija
  - Campiña de Carmona
  - Campiña de Morón y Marchena
- Campiña gaditana
  - Campiña de Jerez
- Campiña onubense